# Oberea andamana
Oberea andamana là một loài bọ cánh cứng trong họ Cerambycidae.